# Danh sách cầu thủ tham dự Giải vô địch bóng đá nữ châu Phi 2010
Đây là danh sách các đội hình tham dự Giải vô địch bóng đá nữ châu Phi 2010.

## Bảng A

### Nigeria
Huấn luyện viên: Ngozi Eucharia Uche
| Số | Vt | Cầu thủ               | Ngày sinh (tuổi)            | Số trận | Câu lạc bộ |
| -- | -- | --------------------- | --------------------------- | ------- | ---------- |
| 1  |    | Precious Dede         | 18 tháng 1, 1980 (30 tuổi)  |         |            |
| 2  |    | Osinachi Ohale        | 21 tháng 12, 1991 (18 tuổi) |         |            |
| 3  |    | Lorretia Sadoh        | 10 tháng 6, 1986 (24 tuổi)  |         |            |
| 4  |    | Perpetua Nkwocha      | 3 tháng 1, 1976 (34 tuổi)   |         |            |
| 5  |    | Josephine Chukwunonye | 19 tháng 3, 1992 (18 tuổi)  |         |            |
| 6  |    | Helen Ukaonu          | 17 tháng 5, 1991 (19 tuổi)  |         |            |
| 7  |    | Stella Mbachu         | 16 tháng 4, 1978 (32 tuổi)  |         |            |
| 8  |    | Ebere Orji            | 23 tháng 12, 1992 (17 tuổi) |         |            |
| 9  |    | Desire Oparanozie     | 17 tháng 12, 1993 (16 tuổi) |         |            |
| 10 |    | Rita Chikwelu         | 6 tháng 3, 1988 (22 tuổi)   |         |            |
| 11 |    | Glory Iroka           | 3 tháng 1, 1990 (20 tuổi)   |         |            |
| 12 |    | Tochukwu Oluehi       | 2 tháng 5, 1987 (23 tuổi)   |         |            |
| 13 |    | Amarachi Okoronkwo    | 12 tháng 12, 1992 (17 tuổi) |         |            |
| 14 |    | Ngozi Okobi           | 14 tháng 12, 1993 (16 tuổi) |         |            |
| 15 |    | Onome Ebi             | 8 tháng 5, 1983 (27 tuổi)   |         |            |
| 16 |    | Ulunma Jerome         | 11 tháng 4, 1988 (22 tuổi)  |         |            |
| 17 |    | Francisca Ordega      | 19 tháng 10, 1993 (17 tuổi) |         |            |
| 18 |    | Loveth Ayila          | 6 tháng 9, 1994 (16 tuổi)   |         |            |
| 19 |    | Gladys Akpa           | 1 tháng 1, 1986 (24 tuổi)   |         |            |
| 20 |    | Esther Sunday         | 13 tháng 3, 1992 (18 tuổi)  |         |            |
| 21 |    | Chioma Ajagba         | 23 tháng 3, 1986 (24 tuổi)  |         |            |

### Nam Phi
Huấn luyện viên: August Makalakalane
| Số | Vt | Cầu thủ             | Ngày sinh (tuổi)            | Số trận | Câu lạc bộ |
| -- | -- | ------------------- | --------------------------- | ------- | ---------- |
| 1  |    | Yolula Tsawe        | 23 tháng 6, 1992 (18 tuổi)  |         |            |
| 2  |    | Kylie Louw          | 15 tháng 1, 1989 (21 tuổi)  |         |            |
| 3  |    | Simphiwe Dludlu     | 21 tháng 9, 1987 (23 tuổi)  |         |            |
| 4  |    | Amanda Sister       | 1 tháng 3, 1990 (20 tuổi)   |         |            |
| 5  |    | Janine van Wyk      | 17 tháng 4, 1987 (23 tuổi)  |         |            |
| 6  |    | Yola Jafta          | 26 tháng 4, 1991 (19 tuổi)  |         |            |
| 7  |    | Mamphashe Popela    | 12 tháng 7, 1986 (24 tuổi)  |         |            |
| 8  |    | Simphiwe Masina     | 26 tháng 7, 1985 (25 tuổi)  |         |            |
| 9  |    | Amanda Dlamini      | 22 tháng 7, 1988 (22 tuổi)  |         |            |
| 10 |    | Marry Ntsweng       | 19 tháng 12, 1989 (20 tuổi) |         |            |
| 11 |    | Noko Matlou         | 30 tháng 9, 1985 (25 tuổi)  |         |            |
| 12 |    | Nthabeleng Modiko   | 20 tháng 7, 1986 (24 tuổi)  |         |            |
| 13 |    | Gabisile Hlumbane   | 20 tháng 12, 1986 (23 tuổi) |         |            |
| 14 |    | Sanah Mollo         | 30 tháng 1, 1987 (23 tuổi)  |         |            |
| 15 |    | Mamello Makhabane   | 24 tháng 2, 1988 (22 tuổi)  |         |            |
| 16 |    | Thokozile Mndaweni  | 8 tháng 8, 1981 (29 tuổi)   |         |            |
| 17 |    | Elson Matjila       | 5 tháng 4, 1986 (24 tuổi)   |         |            |
| 18 |    | Nocawe Skiti        | 13 tháng 5, 1989 (21 tuổi)  |         |            |
| 19 |    | Leandra Smeda       | 22 tháng 7, 1989 (21 tuổi)  |         |            |
| 20 |    | Jermaine Seoposenwe | 12 tháng 10, 1993 (17 tuổi) |         |            |
| 21 |    | Siphiwe Mnguni      | 25 tháng 5, 1987 (23 tuổi)  |         |            |

## Bảng B

### Cameroon
Huấn luyện viên: Enow Ngachu
| Số | Vt | Cầu thủ                     | Ngày sinh (tuổi)            | Số trận | Câu lạc bộ |
| -- | -- | --------------------------- | --------------------------- | ------- | ---------- |
| 1  |    | Adrienne Ndongo Fouda       | 15 tháng 6, 1990 (20 tuổi)  |         |            |
| 2  |    | Christine Manie             | 4 tháng 5, 1984 (26 tuổi)   |         |            |
| 3  |    | Ajara Nchout                | 12 tháng 1, 1993 (17 tuổi)  |         |            |
| 4  |    | Rosine Siewe Yamaleu        | 25 tháng 11, 1991 (18 tuổi) |         |            |
| 5  |    | Augustine Ejangue           | 18 tháng 1, 1989 (21 tuổi)  |         |            |
| 6  |    | Jacqueline Mathio Epee      | 10 tháng 10, 1993 (17 tuổi) |         |            |
| 7  |    | Gabrielle Onguéné           | 25 tháng 2, 1989 (21 tuổi)  |         |            |
| 8  |    | Marlyse Ngo Ndoumbouk       | 3 tháng 1, 1985 (25 tuổi)   |         |            |
| 9  |    | Madeleine Ngono Mani        | 16 tháng 10, 1983 (27 tuổi) |         |            |
| 10 |    | Bébéy Beyene                | 10 tháng 5, 1992 (18 tuổi)  |         |            |
| 11 |    | Bibi Medoua                 | 9 tháng 8, 1993 (17 tuổi)   |         |            |
| 12 |    | Françoise Bella             | 9 tháng 3, 1983 (27 tuổi)   |         |            |
| 13 |    | Cathy Bou Ndjouh            | 7 tháng 11, 1987 (22 tuổi)  |         |            |
| 14 |    | Henriette Akaba             | 7 tháng 6, 1992 (18 tuổi)   |         |            |
| 15 |    | Ysis Sonkeng                | 20 tháng 9, 1989 (21 tuổi)  |         |            |
| 16 |    | Julienne Jumbone Toldo      | 9 tháng 9, 1992 (18 tuổi)   |         |            |
| 17 |    | Gaëlle Enganamouit          | 9 tháng 6, 1992 (18 tuổi)   |         |            |
| 18 |    | Jeannette Yango             | 12 tháng 6, 1993 (17 tuổi)  |         |            |
| 19 |    | Joséphine Ngandi            | 10 tháng 2, 1992 (18 tuổi)  |         |            |
| 20 |    | Carine Yoh                  | 10 tháng 4, 1993 (17 tuổi)  |         |            |
| 21 |    | Drusille Laure Ngako Tchimi | 23 tháng 6, 1987 (23 tuổi)  |         |            |

### Ghana
Huấn luyện viên: Anthony Edusel
| Số | Vt | Cầu thủ            | Ngày sinh (tuổi)            | Số trận | Câu lạc bộ |
| -- | -- | ------------------ | --------------------------- | ------- | ---------- |
| 1  |    | Gladys Quansah     | 1 tháng 9, 1983 (27 tuổi)   |         |            |
| 2  |    | Aminatu Ibrahim    | 3 tháng 1, 1979 (31 tuổi)   |         |            |
| 3  |    | Ama Saabi          | 16 tháng 9, 1986 (24 tuổi)  |         |            |
| 4  |    | Sakina Abdul Mumin | 24 tháng 11, 1985 (24 tuổi) |         |            |
| 5  |    | Veronica Ashitey   | 9 tháng 3, 1985 (25 tuổi)   |         |            |
| 6  |    | Florence Okoe      | 12 tháng 11, 1984 (25 tuổi) |         |            |
| 7  |    | Safia Rahman       | 5 tháng 5, 1986 (24 tuổi)   |         |            |
| 8  |    | Akua Sika          | 10 tháng 7, 1989 (21 tuổi)  |         |            |
| 9  |    | Diana Ankomah      | 19 tháng 9, 1989 (21 tuổi)  |         |            |
| 10 |    | Adjoa Bayor        | 17 tháng 5, 1979 (31 tuổi)  |         |            |
| 11 |    | Grace Asare        | 12 tháng 10, 1989 (21 tuổi) |         |            |
| 12 |    | Agnes Aduako       | 25 tháng 12, 1989 (20 tuổi) |         |            |
| 13 |    | Yaa Avoe           | 1 tháng 7, 1982 (28 tuổi)   |         |            |
| 14 |    | Patience Kpobi     | 19 tháng 11, 1984 (25 tuổi) |         |            |
| 15 |    | Leticia Zikpi      | 12 tháng 10, 1986 (24 tuổi) |         |            |
| 16 |    | Memunatu Sulemana  | 4 tháng 11, 1977 (32 tuổi)  |         |            |
| 17 |    | Portia Boakye      | 17 tháng 4, 1989 (21 tuổi)  |         |            |
| 18 |    | Doris Nettey       | 2 tháng 10, 1987 (23 tuổi)  |         |            |
| 19 |    | Mary Berko         | 1 tháng 6, 1988 (22 tuổi)   |         |            |
| 20 |    | Nancy Coleman      | 10 tháng 9, 1991 (19 tuổi)  |         |            |
| 21 |    | Leila Mohammed     | 13 tháng 11, 1985 (24 tuổi) |         |            |